# Illadopsis puveli
Illadopsis puveli là một loài chim trong họ Pellorneidae.